# Девијантност (социологија)
У социологији, девијантност представља свако понашање које одступа од норми и вредности, прихваћених у некој друштвеној средини, друштвеној скупини или друштву као целини. Само постојање неког нормативног и вредносног оквира нужно претпоставља и облике одступања од општекорисног, које може имати крајње позитивне последице, преко безазленог, до кршења норми које штите приватно власништво или грубо напада на темељне вредности као што су здравље и живот. Зависно од облика одступања, остварује се и друштвена реакција од награде преко незаинтересираности до благе и тешке казне.
Девијантност је релативна, што значи да не постоји апсолутни начин да се дефинише девијантан чин. Девијантност се може дефинисати само у односу на неки одређени стандард, а нема стандарда који би били фиксни или апсолутни. Као таква, девијантност варира од времена до времена или од места до места.

## Социолошки приступ девијантности
Крајем деветнаестог и почетком двадесетог века, социолози озбиљније и целовитије приступају проблему девијантности. Два ранија приступа у којима социологија покушава да да свој другачији допринос проучавању девијантности, називају се социјална патологија и социјална дезорганизација.

### Социјална патологија
Социјална патологија је покушај примене биолошке концепције девијантности на друштвене оквире, јер представници ове теорије полазе од уверења да здраво друштво има неке универзалне законе, па исто тако може развити патолошке и абнормалне појаве, као што су криминал, самоубиство, алкохолизам, насиље, зависност, проституција и менталне болести.
Девијантност се објашњава из две перспективе:
- Болест унутар друштва
- Болест појединих особа

Узроци су: лоше наследство, психички поремећаји, ментална заосталост, ментална поремећеност, алкохолизам, недостатак образовања, индивидуалан неморал, па особинска неприлагодљивост или болест.
Социјални патолози не сматрају битном чињеницом временске и просторне промењивости девијантног, које не може бити упоређено с болешћу какав је рак, који је универзално и увек болест. Људи који се слажу око тога шта значи „здрав организам” нису сложни око тога што значи „здраво друштво”, што је здраво или болесно понашање, или шта је уопште девијантно а што нормално.

### Социјална дезорганизација
Умножавање културалних различитости у друштву и питање егзистенције универзалних вредности, значили су крај социјално-патолошке концепције. Посебно су значајне друштвене промене проузроковане Првим светским ратом и Великом светском кризом, праћене општим усељавањем, урбанизацијом и индустријализацијом у САД. Непрегледно мноштво „новопридошлих“ особа из разних културних окружења у урбана америчка подручја, покренуо је брз развој чиниоца потребних за пораст девијантности. Била су нужна нека нова објашњења. Потреба за оквиром је задовољена с развојем теорије социјалне дезорганизације, које су изворно поставили Томас Знанијецки и Чарлс Кули 1918. године. Корен проблема види се у друштвеним нормама и активностима заједнице, а девијантност је резултат неједнаког друштвеног развоја, с много друштвених промена и сукоба који делују на индивидуално понашање.
Социјална организација постоји када је видљив високи степен унутрашње кохезије, која повезује појединце и институције у друштву, а подразумева велико слагање око циљева и око норми које равнају понашање. Насупрот томе, када је консензус важних вредности и норми изврнут и када се традиционалне норме не примењују, наступа социјална дезорганизација. Друштвене промене су често праћене друштвеном дезорганизацијом, међутим, мало се пажње посвећује питању зашто неке промене за последицу имају социјалну дезорганизацију, а неке поспешују социјалну организацију.

## Теорије девијантности

### Биолошке теорије
Значај органских чиниоца, као узрока девијантног понашања први је нагласио италијански војни лекар Чезаре Ломброзо итал. Cesare Lombroso теоријски обликујући „рођеног злочинца” . Од 1885. до 1915. године деловало је светски познато Друштво за криминалну антропологију, а потом све до 1969. године Друштво за криминалну биологију. Криминална антропологија се бавила „мерењем” телесних садржаја, на основу чега је изводила закључке о криминалном понашању, док криминалну биологију занима однос између наследства и окружења, наглашава значај околине за криминално понашање, сматрајући злочин биосоцијалном појавом.
Истраживање биолошких чиниоца људског понашања тек у новије време поприма значај који му припада. Оно не само да обухвата правац експерименталне психологије, него и остале правце. Посебно место заузима правац истраживања о хуманој генетици која се односи на тзв. кромосомске аберације. Кромосомска аберација се јавља код полних хромозома. Тамо се уз нормалну XX и XY комбинацију појави и предбројни Y хромозом, те на тај начин добијамо женски кариотип XXY и мушки XYY. Код женских особа са кариотипом XXY је установљен нижи раст, ментална заосталост, а понегде и стерилност. Код мушких особа са кариотипом XYY јавља се чешћи високи раст, јака ћелавост, кратковидост и мања ментална заосталост. Неки истраживачи су установили везу носиоца XYY кариотипа са склоношћу криминалним делима без мотива, и то у време раније младости, што је после оспоравано, јер су уочени XYY кариотипи који никада нису били склони криминалу. Истраживања у хуманој генетици су на овом пољу актуална, а у неким се земљама користе и у судској пракси (САД).
Биолошке теорије о девијантности еволуирале су од облика „биолошког апсолутизма” до жеље која жели издвојити само релативне и научно доказиване органске чињенице и процесе који су повезани с неким облицима девијантног понашања. Тиме су пружиле своје резултате и закључке као могући прилог општем, научно обухватном тумачењу девијантности.

### Психолошке теорије девијантности
Међу најзначајнијим психолошким приступима девијантном понашању припадају радови С. Фројда, Е. Х. Ериксона и Е. Фрома. Фројд говори да је структура личности тродимензионална, а чине је Ид, Его и Суперего. Ид је урођена компонента личности и садржи све оно што је код особе психолошко и наслеђено, пре свега инстинкте и нагоне. Делује примитивно, неограничено, неспутано. Затим, не познаје никаква правила и законе, па је извор свега анималног и неорганизираног у човеку. Его делује по начелу реалности. Захваљујући томе, напетост створена у организму због пораста инстинктивне активности, остаје сачувана све док није откривен реалан циљ који ће задовољити неки нагон. Суперего се поступно усваја и развија социјализацијским процесом, под утицајем позитивних и негативних санкција. Будући да тежи идеалном, Суперего не делује по начелу реалности и непрестано се сукобљава с Егом, Идом и реалношћу.
Као и онда када је у питању закон, тако и онда кад је реч о образовању и психоанализи, свесни су своје неодлучности око границе након које можемо на одговарајући начин користити термине као што су асоцијално, деликвентно, криминално.
Ерик Е. Ериксон, уместо Ида, главним покретачем свих психичких процеса сматра Его.
Ерик Фром спада у скуп тзв. неопсихоаналитичара који су настојали да докажу већи утицај социјалних и околинских фактора на развој и психопатологију појединца, а склоност криминалном понашању анализира у контексту људске деструктивности и карактера. Успоређујући људску и анималну деструктивност, Фром поставља хипотезу о бенигној и малигној агресији.
Бенигна агресија служи животу, а заједничка је људима и животињама. Тежи неутрализацији опасности, деструкцијом или уклањањем извора угрожености.
Малигна агресија нема биолошко већ социјално порекло и искључиво је карактеристична за човека. Њене главне манифестације су: жеља за убијањем и окрутношћу без икакве друге сврхе. Будући да је социјално условљена, аутор је сматра искорењивом.
Фром спомиње и трећи облик - псеудоагресију. То су агресивна дела која могу проузроковати штету, али им то није намера - нехотична агресија.

### Социјализацијска теорија
Социјализацијска теорија или теорија учења заступа тезу да је девијантно понашање феномен који се учи. Као што се социјализацијом уче норме и вредности које друштво прихвата, охрабрује или награђује, иста начела учења појављују се и код усвајања девијантних норми и вредности, које друштво одбацује и кажњава.
Габријел Тард фр. Gabriel Tarde је је 1905. године у Паризу објавио „La logica social", где наводи закон имитације као основу девијантног понашања, која почиње као мода, а затим прелази у навику. Имитација се стално шири међу људима тако да почне у вишим друштвеним слојевима које затим опонашају нижи слојеви. Тард примећује како су некад монопол на пијанство, скитњу, тровање и убиства имали само барони и краљеви, а данас је то доступно свима.
Тард се посебно бавио професионалним преступницима - убицама, џепарошима, варалицама и крадљивцима, који се „школују” за обављање својих активности и слично другим занимањима, уче „занимање” од ране младости по улицама и трговима.
Едвин Сатерленд енгл. Edwin Southerland наводи карактеристике девијантног :
- девијантно понашање је научено - што значи да девијантност није наслеђена нити је резултат мањка интелигенције, оштећења мозга и слично;
- девијантно понашање је научено у интеракцији с другим особама у процесу комуникације;
- главни део наученог девијантног понашања јавља се у блиским групама - највише комуникацијом мас медија - телевизије, часописа, новина - играју секундарну улогу у учењу девијантности.

Статистички подаци говоре како је међу ухапшеним и осуђеним особама више мушких особа, нижег социо-економског статуса и из урбаних подручја, а мање припадника виших слојева. Теорија диференцијалне асоцијације објашњава ову равнотежу већом изложеношћу неких група девијантним нормама и складно томе већом могућношћу учења и примене тих „девијантних” норми. Теорија је примјењива и с обзиром на службену заступљеност жена у криминалу, које показују да су оне традиционално оданије закону, осим у кратко време рата, када је забележен пораст, потом глобални пад после рата, с поновним порастом у модерно време. То се може објаснити повећаним могућностима учествовања у друштвеном животу (изван куће и породице), посебно током Другог светског рата, када је велики број мушкараца био мобилизован, а жене су преузеле битну друштвену улогу у јавном животу и тако постале изложеније девијантним нормама, што је карактеристично и у новије модерно време када са променом традиционалних улога, расте и могућност, па и изложеност учења девијантног понашања.
Социјализацијска теорија узима у обзир готово све учеснике који се појављују на путу учења, укључивање и живљења друштвене стварности, а због озбиљности којим се и данас примењује у објашњењу девијантних форми, насталих након њених почетних теза, можемо јој приписати и изванвременску релативност. Може се ипак приговорити да је девијантност готов производ, који се једноставно мора догодити.

### Теорија етикетирања
„Labeling” или теорија етикетирања спада у развојне концепције, углавном усмерене социјалној психологији девијантности, а бави се претпоставкама девијантности на индивидуалним и малим групним нивоима.
Одговарајући на питање зашто неки појединци почињу да се девијантно понашају, представници ове теорије наглашавају важност друштвених дефиниција и негативних друштвених санкција које су повезане с притисцима на особу и које условљавају више девијантних дела. Пажња је од индивидуалног деловања преусмерена на социјалу реакцију, тј. динамику друштвеног дефинисања појединих активности особа као девијантних. Развојни процес којим резултира девијантност садржи различите иницијације, прихваћања, усвајања и затварања у девијантну улогу због утицаја других.
Сви се теоретичари слажу да ознаке девијанта производе темељне промене у природи и примања девијантности за особу која је етикетирана, тако, службена етикета као деликвент, криминалац, хомосексуалац, наркоман или проститутка може имати озбиљне последице за даље понашање. Битна је разлика између примарне девијантности која се састоји од девијантних дела пре оних који су јавно етикетиране и које укључују опасност и могућност условљавања секундарне девијантности, које Лемент описује као понашање особе помирене с улогом девијанта, што је проузроковано с ознаком коју носи.
Етикетирање особе као девијанта може за резултат да има наставак девијантног деловања и развој девијантне каријере до степена секундарне девијантности и жеље за одвајањем од учествовања у друштвеним групама и организовању унутар девијантних групама.
Неки девијанти устају против својих етикета покушајем реафирмације својих вредности и изгубљеног друштвеног статуса. Такви терцијарни девијанти могу се придружити друштвеним покретима за борбу, како би порекли да су девијанти. Они се разликују од секундарних, јер они активно протестују против својих ознака покушавајући „да одбаце одбаченост”, док су секундарни девијанти пасивни примаоци и носиоци својих етикета, који се адаптирају на процес етикетирања.

### Теорија социјалне контроле
Сврстава се међу најпопуларнија објашњења девијантности, а више је усмерена ка проблемима криминала и деликвенције него другим девијантним формама. Будући да почетна претпоставка говори о девијантном понашању као резултату одсутности социјалне контроле или спречавању девијантности, аутори се углавном слажу да би „без контроле” људи били слободни да чине све што им се учини као природна потреба, док се мишљења разликују у погледу потребног степена контроле у друштву.
Теорија контроле наглашава да је свако мотивисан за криминални чин и да нема посебне мотивације неопходне за објашњење девијантног понашања, па стога није неопходно појаснити мотивацију. Разлог деловања неких особа с таквом мотивацијом је у чињеници да притисак других особа на ту особу повремено попушта и на крају нестаје.
Травис Хирши објашњава како друштвена контрола неутрализује склоност девијантности:
- оданост - односи се на повезаности особе с групом кроз осећаје и афекте, поштовање и кроз социјализацију групних норми;
- обавеза - описује степен до ког особа развија најниже нивое конформистичког понашања, знајући да девијантни чин који угрожава друге условљава санкције;
- укљученост - се односи на телесне активности недевијантне природе, због којих остаје мало времена за деликвенцију (пример-бављење кошарком, трчањем, физичким радом…)
- веровање- значи склоност особа доминантном вредносном саставу.[8]

Теорија социјалне контроле посебно тежиште у објашњењу развоја криминалног понашања ставља на адолесцентни период, јер су обавезе адолесцента према породици, школи и другим социјалним институцијама, па и будућој радној улози, екстерни извори социјалне контроле, који изазивају одбојан став према криминалу. Примарни интерни извори су сопствени ставови, вредности и веровања. На индивидуалном нивоу, утицај формалних институција социјалне контроле (полиција и судови) зависи од сопствених ставова према поштивању закона, ставова према полицији и судовима, што спада у интерну контролу, док се екстерна контрола односи на предвидив ризик од полицијске присиле и легалног санкционисања од стране правосудног састава.

### Конфликтно гледиште
Конфликтна перспектива наглашава плуралистичку друштвену природу и различиту расподелу моћи између друштвених група. Због моћи које посједују, неке групе могу да креирају друштвена правила, посебно законе, који ће служити остварењу њихових властитих интереса, често искључујући интересе других. Имајући то у виду, конфликтне перспективе посматрају друштво у односима група, које се међусобно надјачавају у заступању властитих интереса. Тако се често налазе у супротстављеним, па и конфликтним односима, а групе које остваре више моћи, тиме и доступност креацији и норми и закона, имају гаранцију да ће њихови интереси бити остварени. Према конфликтном начину гледања, девијантност представља сукоб између интереса различитих друштвених делова и жељене моћи да се обликује јавно мњење и друштвена политика.
Заступници конфликтних теорија сматрају криминал непромењивом чињеницом капиталистичког друштва, што значи да се главна одговорност и извор девијантности налазе унутар друштвене структуре, а особе девијанти нису одговорни јер су присиљени да такви постају, па складно томе не могу бити криви за своје понашање.

## Функције девијантности

### Функционалистичко гледиште
Сви се функционалисти слажу да су механизми друштвене контроле потребни да би обуздали девијантност и тако штитили друштво. Међутим, многи тврде како одређена количина девијантности има позитивну функцију, како доприноси одржавању и добробити друштва.
Емил Диркем тврди да је злочин неизбежан и нормални аспект друштвеног живота, како је саставни део свих здравих друштава. Неизбежан је, зато што сваки члан друштва не може бити једнако одан заједничким вредностима и моралним уверењима друштва.
Злочин није само неизбежан, он може бити и функционалан. Диркем тврди да он постаје н нефункционалан само кад му је стопа необично висока. Он тврди да свака промена у друштву почиње неким обликом девијантности. Да би наступила промена, оно што је јуче била девијантност, данас мора постати нормално. Будући да је одређена количина промене здрава за друштво, да би напредовало уместо да стагнира, девијантност је такође потребна.
Ако је злочин неизбежан, која је функција казне? По Диркему без казне, друштвене установе изгубиле би моћ да контролишу понашање и стопа злочина достигла би степен на којем злочин постаје нефункционалан, тако здравом друштву требају и злочин и казну. И једно и друго је неизбежно и функционално.
Стенли Коен примећује како неки девијантни поступци могу послужити као корисно упозорење, које показује да један део друштва лоше функционише. Они могу скренути пажњу на тај проблем и подстакнути мере које ће га решити. Тако ученици који беже из школе, дезертери из војске или бегунци из малолетничких поправних домова могу да открију неслућене узроке незадовољства и да доведу до промена које подижу делотворност и морал.